# Nămol
Nămolul este un amestec lichid sau semi-lichid de apă și unele combinații de pământ, argilă, etc. 
Nămolul se prezintă ca un sediment moale, alcătuit din particule fine, de culoare închisă, cu miros caracteristic și uneori cu proprietăți radioactive, depus pe fundul bazinelor acvatice, mai ales al apelor stătătoare, sau rămas după inundație la malul unui râu.
Nămolurile se împart în trei categorii mari: 
- nămoluri sapropelice (de origine vegetalo-animală),
- nămoluri de turbă (de origine vegetală),
- nămoluri minerale (de origine minerală).

Nămolurile sapropelice se prezintă sub formă de depozite negre, bogate în hidrosulfură de fier coloidală, care se găsesc pe fundul lacurilor sărate și al mărilor și care au luat naștere în timp îndelungat sub acțiunea microorganismelor din substanța anorganică a solului, din flora și fauna bazinului acvatic.
În România, nămolurile sapropelice se formează pe fundul bazinelor de apă ale lacurilor (Amara, Fundata, Lacu Sărat etc.) sau a limanurilor (Lacul Techirghiol) și în lacurile sărate (Sovata, Ocna Sibiului). 
Nămolurile de turbă s-au format prin descompunerea resturilor vegetale acumulate de-a lungul timpului pe fundul unei mlaștini sub acțiunea microorganismelor. Turbele sunt bogate în substanțe organice, conținând procente ridicate de acizi humici, bitumine, grăsimi, ceruri, pectine, celuloză și substanțe proteice.
Nămolurile minerale iau naștere prin sedimentarea sărurilor unor izvoare carbogazoase, calcice, feruginoase sau sulfuroase. În România, nămolurile minerale se găsesc în:
- izvoare nesulfuroase (Sângeorz-Băi)
- izvoare sulfuroase (Săcelu)

Nămolurile minerale conțin cea mai mare cantitate de substanțe minerale (50-70%), urmate de cele sapropelice (20-40%) și de cele de turbă (sub 20%).